# GIAT 30

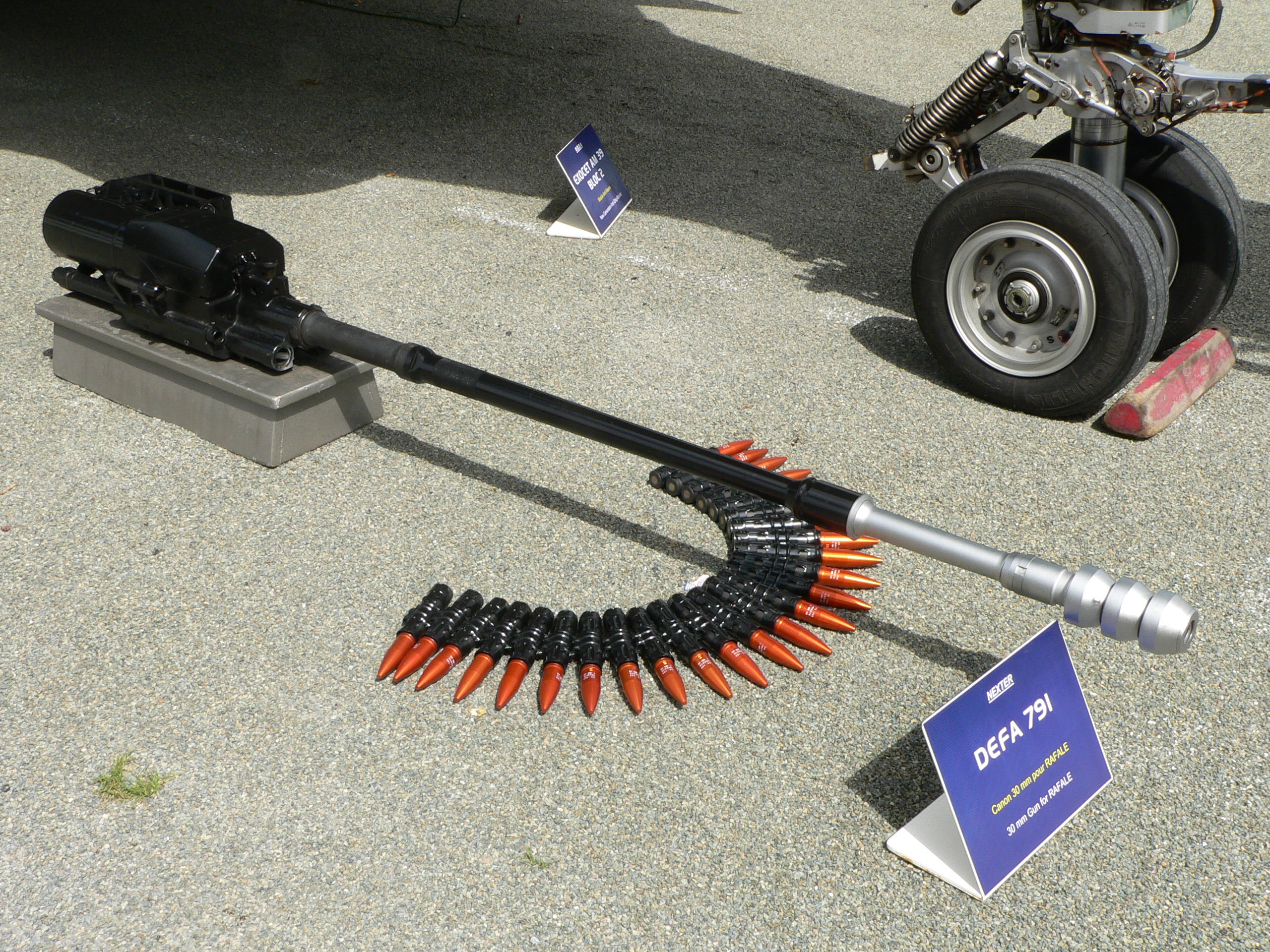
DEFA-791-Maschinenkanone für die Dassault Rafale

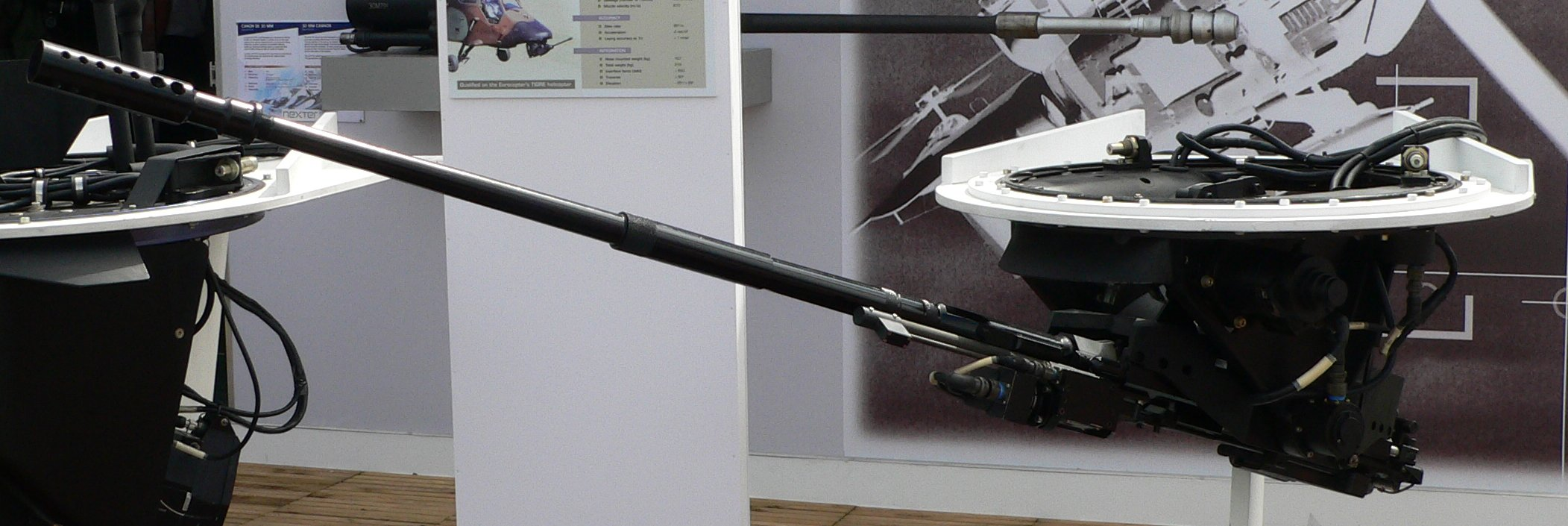
THL-30-Geschützturm (Eurocopter Tiger)

Die GIAT 30 ist eine Serie von 30-mm-Maschinenkanonen, welche die DEFA-550-Serie in französischen Kampfflugzeugen ersetzen sollen. Das Geschütz wurde von französischen Unternehmen GIAT (heute Nexter) entwickelt.
Die GIAT 30 ist eine einläufige Revolverkanone mit elektrischer Zündung, die in den 1980er-Jahren entwickelt und ab 2000 in den französischen Streitkräften eingeführt wurde. Die Waffe ist ein konventioneller Gasdrucklader.
Es werden zwei Versionen der GIAT 30 gefertigt:
- Die GIAT 30 M781 ist für den Einsatz in Kampfhubschraubern im festen Einbau, in Waffenbehältern sowie in Geschütztürmen vorgesehen. Die Waffe ist so konstruiert, dass die gleiche 30-mm-Patrone wie in der DEFA-Kanone mit einem Geschossgewicht von 244 g für HEI-Geschosse (High Explosive Incendiary) sowie 270 g für APHEI-SD-Geschosse (Armour Piercing High Explosive Incendiary) verwendet werden kann. Begründet durch den relativ hohen Rückstoß wird die Waffe normalerweise nur im Einzelschuss oder in kurzen Feuerstößen und nicht im Dauerfeuer betrieben.
- Die GIAT 30 M791 ist für den Einsatz in Kampfflugzeugen wie der Dassault Rafale vorgesehen. Sie hat eine wählbare Kadenz von 300, 600, 1500 bis 2500 Schuss pro Minute und kann sowohl in kurzen Feuerstößen von 0,5 bis 1 Sekunden als auch im Dauerfeuer betrieben werden. Abgefeuert werden verschiedene 30 mm × 150-mm-Munitionsarten.

## Technische Daten
|                         | GIAT 30 M781                            | GIAT 30 M791                            |
| ----------------------- | --------------------------------------- | --------------------------------------- |
| Einsatzart              | Kampfhubschrauber                       | Kampfflugzeuge                          |
| Typ                     | einläufige Sieben-Kammer-Revolverkanone | einläufige Sieben-Kammer-Revolverkanone |
| Funktion                | elektrischer Fremdantrieb               | Gasdrucklader                           |
| Kaliber                 | 30 × 113 mm                             | 30 mm × 150 mm                          |
| Mündungsgeschwindigkeit | 1025 m/s                                | 1025 m/s                                |
| Kadenz                  | regelbar bis 2500 Schuss pro Minute     | regelbar bis 2500 Schuss pro Minute     |
| Gesamtgewicht           | 65 kg                                   | 120 kg                                  |
| Gesamtlänge             | 1,87 m                                  | 2,40 m                                  |